# Natação no Campeonato Mundial de Esportes Aquáticos de 2015 - 100 m livre feminino
A prova dos 100 metros livre feminino da natação no Campeonato Mundial de Esportes Aquáticos de 2015 ocorreu nos dias 6 de agosto e 7 de agosto em Cazã na Rússia.

## Recordes
Antes desta competição, os recordes mundiais e do campeonato nesta prova eram os seguintes:
| Tipo                  | Atleta         | Tempo | Local | Data                |
| --------------------- | -------------- | ----- | ----- | ------------------- |
|                       | Britta Steffen | 52,07 | Roma  | 31 de julho de 2009 |
| Recorde do campeonato | Britta Steffen | 52,07 | Roma  | 31 de julho de 2009 |

## Medalhistas
| Ouro                  | Prata                | Bronze              |
| Bronte Campbell (AUS) | Sarah Sjöström (SWE) | Cate Campbell (AUS) |

## Resultados

### Eliminatórias
Esses foram os resultados das eliminatórias.
| Pos. | Bateria | Raia | Nadadora               | Nacionalidade  | Tempo | Notas |
| ---- | ------- | ---- | ---------------------- | -------------- | ----- | ----- |
| 1    | 9       | 4    | Sarah Sjöström         | Suécia         | 53.22 | Q     |
| 1    | 10      | 4    | Cate Campbell          | Austrália      | 53.22 | Q     |
| 3    | 10      | 5    | Bronte Campbell        | Austrália      | 53.50 | Q     |
| 4    | 10      | 3    | Ranomi Kromowidjojo    | Países Baixos  | 53.85 | Q     |
| 5    | 8       | 4    | Femke Heemskerk        | Países Baixos  | 53.89 | Q     |
| 6    | 8       | 3    | Shen Duo               | China          | 53.93 | Q     |
| 7    | 9       | 5    | Simone Manuel          | Estados Unidos | 53.99 | Q     |
| 8    | 10      | 6    | Charlotte Bonnet       | França         | 54.01 | Q     |
| 9    | 9       | 3    | Michelle Coleman       | Suécia         | 54.10 | Q     |
| 10   | 8       | 5    | Missy Franklin         | Estados Unidos | 54.22 | Q     |
| 10   | 8       | 2    | Miki Uchida            | Japão          | 54.22 | Q     |
| 12   | 9       | 8    | Zhu Menghui            | China          | 54.41 | Q     |
| 13   | 10      | 1    | Chantal van Landeghem  | Canadá         | 54.54 | Q     |
| 14   | 9       | 2    | Nataliya Lovtsova      | Rússia         | 54.68 | Q     |
| 15   | 10      | 2    | Pernille Blume         | Dinamarca      | 54.72 | Q     |
| 16   | 9       | 7    | Aleksandra Gerasimenya | Bielorrússia   | 54.90 | Q     |
| 16   | 9       | 6    | Veronika Popova        | Rússia         | 54.90 |       |
| 18   | 8       | 8    | Siobhan Haughey        | Hong Kong      | 54.95 |       |
| 19   | 10      | 0    | Larissa Oliveira       | Brasil         | 55.02 |       |
| 20   | 10      | 7    | Michelle Williams      | Canadá         | 55.08 |       |
| 21   | 8       | 6    | Beryl Gastaldello      | França         | 55.11 |       |
| 22   | 8       | 7    | Erika Ferraioli        | Itália         | 55.12 |       |
| 23   | 10      | 9    | Nina Rangelova         | Bulgária       | 55.22 |       |
| 24   | 9       | 9    | Katarzyna Wilk         | Polónia        | 55.24 |       |
| 25   | 6       | 5    | Anna Kolářová          | Chéquia        | 55.26 |       |
| 26   | 7       | 7    | Farida Osman           | Egito          | 55.46 |       |
| 27   | 7       | 6    | Cecilie Johannessen    | Noruega        | 55.51 |       |
| 28   | 7       | 4    | Julie Meynen           | Luxemburgo     | 55.54 |       |
| 29   | 7       | 0    | Miroslava Syllabová    | Eslováquia     | 55.60 |       |
| 30   | 7       | 3    | Hanna-Maria Seppälä    | Finlândia      | 55.65 |       |

| Ver o restante da classificação | Ver o restante da classificação | Ver o restante da classificação | Ver o restante da classificação | Ver o restante da classificação | Ver o restante da classificação | Ver o restante da classificação |
| Pos.                            | Bateria                         | Raia                            | Nadadora                        | Nacionalidade                   | Tempo                           | Notas                           |
| ------------------------------- | ------------------------------- | ------------------------------- | ------------------------------- | ------------------------------- | ------------------------------- | ------------------------------- |
| 31                              | 7                               | 2                               | Kimberly Buys                   | Bélgica                         | 55.66                           |                                 |
| 32                              | 9                               | 1                               | Yayoi Matsumoto                 | Japão                           | 55.71                           |                                 |
| 33                              | 8                               | 0                               | Annika Bruhn                    | Alemanha                        | 55.75                           |                                 |
| 34                              | 9                               | 0                               | Graciele Herrmann               | Brasil                          | 55.80                           |                                 |
| 35                              | 6                               | 2                               | Anastasia Bogdanovski           | Macedônia do Norte              | 56.12                           |                                 |
| 36                              | 7                               | 1                               | Nastja Govejšek                 | Eslovênia                       | 56.19                           |                                 |
| 37                              | 7                               | 8                               | Sasha Touretski                 | Suíça                           | 56.20                           |                                 |
| 38                              | 8                               | 9                               | Theodora Giareni                | Grécia                          | 56.24                           |                                 |
| 39                              | 6                               | 6                               | Jasmine Al-Khaldi               | Filipinas                       | 56.40                           |                                 |
| 39                              | 7                               | 5                               | Birgit Koschischek              | Áustria                         | 56.40                           |                                 |
| 41                              | 7                               | 9                               | Isabella Arcila                 | Colômbia                        | 56.41                           |                                 |
| 42                              | 6                               | 8                               | Ekaterina Avramova              | Turquia                         | 56.51                           |                                 |
| 43                              | 5                               | 4                               | Zohar Shikler                   | Israel                          | 56.84                           |                                 |
| 43                              | 6                               | 4                               | Quah Ting Wen                   | Singapura                       | 56.84                           |                                 |
| 45                              | 6                               | 3                               | Bryndis Hansen                  | Islândia                        | 56.87                           |                                 |
| 46                              | 6                               | 1                               | Natthanan Junkrajang            | Tailândia                       | 56.95                           |                                 |
| 47                              | 6                               | 7                               | Miroslava Najdanovski           | Sérvia                          | 57.34                           |                                 |
| 48                              | 5                               | 3                               | Chinyere Pigot                  | Suriname                        | 57.36                           |                                 |
| 49                              | 6                               | 0                               | Elisbet Gámez                   | Cuba                            | 57.52                           |                                 |
| 50                              | 5                               | 9                               | Bayan Jumah                     | Síria                           | 57.81                           |                                 |
| 51                              | 5                               | 1                               | Tracy Keith-Matchitt            | Ilhas Cook                      | 57.85                           |                                 |
| 52                              | 6                               | 9                               | Tess Grossmann                  | Estónia                         | 57.91                           |                                 |
| 53                              | 5                               | 5                               | Karen Torrez                    | Bolívia                         | 57.93                           |                                 |
| 54                              | 5                               | 6                               | Ariel Weech                     | Bahamas                         | 58.07                           |                                 |
| 55                              | 4                               | 4                               | Matelita Buadromo               | Fiji                            | 58.53                           |                                 |
| 56                              | 5                               | 2                               | Chrysoula Karamanou             | Chipre                          | 58.65                           |                                 |
| 57                              | 5                               | 0                               | Bexx Heyliger                   | Bermudas                        | 58.71                           |                                 |
| 58                              | 3                               | 6                               | Jade Howard                     | Zâmbia                          | 58.74                           |                                 |
| 59                              | 4                               | 5                               | Shivani Kataria                 | Índia                           | 58.76                           |                                 |
| 59                              | 5                               | 7                               | Allyson Ponson                  | Aruba                           | 58.76                           |                                 |
| 61                              | 4                               | 0                               | Monica Ramírez                  | Andorra                         | 58.85                           |                                 |
| 62                              | 4                               | 1                               | Karen Riveros                   | Paraguai                        | 58.95                           |                                 |
| 63                              | 4                               | 2                               | Dorian McMenemy                 | República Dominicana            | 59.37                           |                                 |
| 64                              | 4                               | 6                               | Machiko Raheem                  | Sri Lanka                       | 59.50                           |                                 |
| 65                              | 3                               | 4                               | Beatrice Felici                 | San Marino                      | 59.51                           |                                 |
| 66                              | 4                               | 9                               | Naomi Ruele                     | Botswana                        | 59.62                           |                                 |
| 67                              | 4                               | 3                               | Faye Hussain                    | Kuwait                          | 59.66                           |                                 |
| 68                              | 4                               | 8                               | Jovana Terzić                   | Montenegro                      | 59.78                           |                                 |
| 69                              | 4                               | 7                               | Nikki Muscat                    | Malta                           | 1:00.07                         |                                 |
| 70                              | 3                               | 0                               | Emily Muteti                    | Quênia                          | 1:00.51                         |                                 |
| 71                              | 3                               | 5                               | Sofia Usher                     | Uruguai                         | 1:00.64                         |                                 |
| 72                              | 3                               | 2                               | Elinah Phillip                  | Ilhas Virgens Britânicas        | 1:00.79                         |                                 |
| 73                              | 3                               | 3                               | Rahaf Baqleh                    | Jordânia                        | 1:00.81                         |                                 |
| 74                              | 5                               | 8                               | Monika Vasilyan                 | Armênia                         | 1:01.07                         |                                 |
| 75                              | 3                               | 8                               | Jennifer Rizkallah              | Líbano                          | 1:01.16                         |                                 |
| 76                              | 3                               | 1                               | Tiara Anwar                     | Brunei                          | 1:01.33                         |                                 |
| 77                              | 3                               | 9                               | Samantha Roberts                | Antilhas Holandesas             | 1:01.38                         |                                 |
| 78                              | 2                               | 4                               | Fatima Alkaramova               | Azerbaijão                      | 1:02.01                         |                                 |
| 78                              | 3                               | 7                               | Long Chi Wai                    | Macau                           | 1:02.01                         |                                 |
| 80                              | 2                               | 3                               | Nikol Merizaj                   | Albânia                         | 1:02.19                         |                                 |
| 81                              | 2                               | 6                               | Gaurika Singh                   | Nepal                           | 1:03.23                         |                                 |
| 82                              | 2                               | 5                               | Enkhkhuslen Batbayar            | Mongólia                        | 1:05.15                         |                                 |
| 83                              | 2                               | 7                               | Colleen Furgeson                | Ilhas Marshall                  | 1:05.18                         |                                 |
| 84                              | 2                               | 8                               | Charissa Panuve                 | Tonga                           | 1:05.65                         |                                 |
| 85                              | 2                               | 2                               | Merjen Saryyeva                 | Turquemenistão                  | 1:05.85                         |                                 |
| 86                              | 1                               | 5                               | Magdalena Moshi                 | Tanzânia                        | 1:06.47                         |                                 |
| 87                              | 2                               | 9                               | Ammara Pinto                    | Malawi                          | 1:07.32                         |                                 |
| 88                              | 2                               | 1                               | Aminath Shajan                  | Maldivas                        | 1:07.51                         |                                 |
| 89                              | 2                               | 0                               | Karina Klimyk                   | Tajiquistão                     | 1:09.71                         |                                 |
| 90                              | 1                               | 4                               | Elsie Uwamahoro                 | Burundi                         | 1:18.50                         |                                 |
| 91 !                            | 1                               | 3                               | Teona Bostashvili               | Geórgia                         | DNS                             |                                 |
| 91 !                            | 8                               | 1                               | Federica Pellegrini             | Itália                          | DNS                             |                                 |
| 91 !                            | 10                              | 8                               | Katinka Hosszú                  | Hungria                         | DNS                             |                                 |

### Semifinal
Esses foram os resultados das semifinais. 
Semifinal 1
| Pos. | Raia | Nadadora               | Nacionalidade  | Tempo | Notas |
| ---- | ---- | ---------------------- | -------------- | ----- | ----- |
| 1    | 4    | Cate Campbell          | Austrália      | 52.84 | Q     |
| 2    | 5    | Ranomi Kromowidjojo    | Países Baixos  | 53.78 | Q     |
| 3    | 3    | Shen Duo               | China          | 53.91 | Q     |
| 4    | 2    | Missy Franklin         | Estados Unidos | 53.92 | Q     |
| 5    | 6    | Charlotte Bonnet       | França         | 54.15 |       |
| 6    | 1    | Nataliya Lovtsova      | Rússia         | 54.44 |       |
| 7    | 8    | Aleksandra Gerasimenya | Bielorrússia   | 54.68 |       |
| 8    | 7    | Zhu Menghui            | China          | 54.77 |       |

Semifinal 2
| Pos. | Raia | Nadadora              | Nacionalidade  | Tempo | Notas |
| ---- | ---- | --------------------- | -------------- | ----- | ----- |
| 1    | 4    | Sarah Sjöström        | Suécia         | 52.78 | Q     |
| 2    | 5    | Bronte Campbell       | Austrália      | 53.00 | Q     |
| 3    | 3    | Femke Heemskerk       | Países Baixos  | 53.38 | Q     |
| 4    | 6    | Simone Manuel         | Estados Unidos | 53.81 | Q     |
| 5    | 1    | Chantal van Landeghem | Canadá         | 53.93 |       |
| 6    | 2    | Michelle Coleman      | Suécia         | 54.22 |       |
| 7    | 7    | Miki Uchida           | Japão          | 54.30 |       |
| 8    | 8    | Pernille Blume        | Dinamarca      | 54.60 |       |

### Final
Esse foi o resultado da final.
| Pos.              | Raia | Nadadora            | Nacionalidade  | Tempo | Notas |
| ----------------- | ---- | ------------------- | -------------- | ----- | ----- |
| Medalha de ouro   | 3    | Bronte Campbell     | Austrália      | 52.52 |       |
| Medalha de prata  | 4    | Sarah Sjöström      | Suécia         | 52.70 |       |
| Medalha de bronze | 5    | Cate Campbell       | Austrália      | 52.82 |       |
| 4                 | 2    | Ranomi Kromowidjojo | Países Baixos  | 53.17 |       |
| 5                 | 6    | Femke Heemskerk     | Países Baixos  | 53.58 |       |
| 6                 | 7    | Simone Manuel       | Estados Unidos | 53.93 |       |
| 7                 | 8    | Missy Franklin      | Estados Unidos | 54.00 |       |
| 8                 | 1    | Shen Duo            | China          | 54.76 |       |

Legenda
| Recorde mundial       | Recorde mundial (World record)               |                       | Recorde africano                      | Recorde africano (African) |                                           | Q | Classificado por posição (Qualified) |
| Recorde do campeonato | Recorde do campeonato (Championship record)  | Recorde da América    | Recorde da América (Americas)         | q                          | Classificado por melhor tempo (Qualified) |   |                                      |
| Melhor marca do ano   | Melhor marca do ano (World leading)          | Recorde asiático      | Recorde asiático (Asian)              | DNS                        | Não largou (Did not start)                |   |                                      |
| Recorde nacional      | Recorde nacional (National record)           | Recorde europeu       | Recorde europeu (European)            | DNF                        | Não terminou (Did not finish)             |   |                                      |
| Recorde pessoal       | Recorde pessoal do atleta (Personal best)    | Recorde da Oceania    | Recorde da Oceania (Oceania)          | DSQ / DQ                   | Desclassificado (Disqualified)            |   |                                      |
| Recorde da temporada  | Recorde da temporada do atleta (Season best) | Recorde sul-americano | Recorde sul-americano (South America) | NM                         | Sem marca (No mark)                       |   |                                      |